# Nephrolepis exaltata
La falguera d'espasa (Nephrolepis exaltata) és una espècie de falguera de la família Nephrolepidaceae. És originària de les regions temperades del món i molt utilitzada com planta d'interior.

## Característiques
Les seves frondes fan 50–250 cm de llarg i 6–15 cm d'amplada. El patró de les seves nervacions és pinnat. L'espècie té els frondes erectes, però el cultivar Nephrolepis exaltata cv. Bostoniensis (Boston fern), té les frondes arquejades. Aquesta mutació va ser descoberta a Boston el 1894.

## Historia natural
És comuna en els boscos humits i les zones pantanoses, especialment al nord d'Amèrica del Sud, Mèxic, Amèrica Central, Florida, les Antilles, Polinèsia i Àfrica.